# Summon Night 5
Summon Night 5 (サ モ ン ナ イ ト 5, Samon Naito Faibu) es un juego de rol táctico en la serie de videojuegos Summon Night de larga duración. Es la primera y única entrada original desarrollada por Felistella y publicada por Bandai Namco Games, luego de que el desarrollador original, Flight-Plan, cerrara en 2010 y la editorial original Banpresto fuera adquirida por Bandai Namco. El juego fue lanzado en Japón el 16 de mayo de 2013 para PlayStation Portable. Casi dos años después de su lanzamiento inicial en Japón, en abril de 2015, Gaijinworks anunció que publicaría el juego en inglés en Norteamérica y Europa en algún momento de 2015. Fue lanzado digitalmente en Norteamérica el 15 de diciembre de 2015, y recibió un edición física el 7 de abril de 2016. El juego fue considerado un éxito en las regiones inglesas, y sus ventas fueron suficientes para garantizar que Gaijinworks tradujera su secuela, Summon Night 6, que se lanzó en 2017.

## Jugabilidad
Similar a las entradas numeradas principales anteriores de la serie, el juego se juega como un juego de rol táctico con elementos de una novela visual. El juego involucra al jugador moviendo personajes por turnos a través de una gran cuadrícula desde una perspectiva isométrica ajustable. Al comienzo del juego, el jugador puede elegir jugar como protagonista masculino o femenino, y elegir entre 4 personajes distintos "Cross" (compañero). Las combinaciones que se seleccionan afectan tanto el diálogo como la progresión de la historia, lo que lleva a ocho caminos separados para recorrer el juego.
Como en la mayoría de los juegos de rol tácticos, el objetivo es que el jugador mueva estratégicamente a sus personajes por la cuadrícula para derrotar al equipo de personajes del oponente controlado por la IA. Esto generalmente se hace moviendo personajes en ciertas posiciones para atacar al personaje contrario. Los ataques le quitan puntos de vida a un personaje, perder todos los puntos de vida elimina a los personajes de la batalla, y el equipo sin ningún personaje queda pierde. Además de este flujo general de batalla, el juego también usa el "Brave Battle System". Un equipo de jugadores contiene un valor numérico de "Puntos valientes" que representa la moral del equipo para la pelea. Cuando se producen malas acciones, como la muerte de un personaje del jugador, se pierden puntos valientes y, si caen a cero, la batalla termina y se pierde. Por el contrario, al llevar a cabo determinadas acciones positivas, como cumplir "condiciones valientes", como ser el primero en iniciar un ataque, o derrotar a un cierto número de cierto tipo de enemigo, resulta en ganar más puntos valientes. Completar con éxito condiciones valientes también puede resultar en la obtención de "medallas valientes", que a su vez se pueden usar para comprar nuevos ataques y habilidades para que los personajes las usen en futuras batallas.

## Resumen
La historia del juego tiene lugar entre 200 y 300 años después de los eventos de Summon Night 3, en una dimensión paralela alternativa, y contiene referencias al mundo y los personajes del juego pasado. El juego sigue a uno de los dos protagonistas principales, determinados por la selección del jugador: Folth, el personaje masculino, que tiene un "brazo de pistola" que dispara "manos de energía", o Arca, el personaje femenino, que usa un brazo de poste. como arma. El jugador también puede elegir uno de los cuatro "personajes cruzados" para asociarse con su protagonista seleccionado, con diferentes combinaciones que llevan a diferentes armas y habilidades disponibles. Cada personaje es de cada uno de los cuatro mundos del juego; Pariet del Mundo de las Bestias Fantasmas, Kagero es del mundo Ogro, Spinel es del Mundo Espiritual y Dyth es del Mundo Máquina.

## Desarrollo
En 2010, el desarrollador de la serie Summon Night, Flight-Plan, cerró, dejando el futuro de la serie en cuestión. Si bien los derechos se transfirieron a Banpresto, que a su vez se transfirió a Bandai Namco, el sitio web oficial de la comunidad del juego se desconectó posteriormente en 2011. Sin embargo, en julio de 2012, Bandai Namco Games anunció que no solo se volverían lanzando los primeros cuatro títulos de la serie principal de juegos, pero también creando una quinta entrada en la serie, todo en PlayStation Portable. Para aumentar la emoción y la demanda de la quinta entrada, Bandai Namco lanzaría Summon Night y Summon Night 2 como PlayStation Classics (jugable en PSP), y lanzaría Summon Night 3 y Summon Night 4 como remakes mejorados. Summon Night 5 en sí se anunció por primera vez en un número de la revista V Jump, y se revelaron más detalles más adelante en el mes. Una vez que el sitio web oficial del juego se puso en marcha, se reveló que a pesar de que el juego estaba siendo desarrollado por una nueva compañía, Felistella, se reveló que algunos miembros clave del personal de juegos anteriores aún estaban involucrados, incluido el diseñador de personajes Takeshi Iizuka y el guionista de escenarios Kei Miyakozuki. Además, se anunció que Ufotable, creadores de los videos de anime de Tales of Xillia y Tales of Xillia 2, harán las escenas de anime del juego, y Emiko Bleu interpretará el tema de apertura del juego, que sería producido por Sing Like Talking. miembro de la banda Chiaki Fujita. El juego marca la transición de los gráficos 2D basados en sprites a los gráficos poligonales 3D tanto para los personajes como para los entornos de batalla. Las escenas de la historia contienen retratos de personajes especiales que utilizan un efecto denominado tecnología "Live2D" para proporcionar animaciones para las conversaciones del personaje.

### Localización
El juego fue lanzado el 16 de mayo de 2013 en Japón. Casi dos años después de su lanzamiento inicial, Gaijinworks anunció que, junto con MonkeyPaw Games, localizaría el juego en inglés y lo lanzaría en algún momento de 2015 en América del Norte y Europa. Anunciaron que las encuestas se publicarían más tarde para medir el interés por un lanzamiento físico UMD del juego. Victor Ireland de Gaijinworks anunció que el juego no recibiría un doblaje en inglés, afirmando que no estaba dentro del presupuesto del juego. Afirmó que el juego necesitaría cifras proyectadas de 25.000 a 30.000 copias vendidas para justificar un doblaje, mientras que sus proyecciones internas colocaban el juego más cerca de "adolescentes o 20.000 s". Si bien no se han publicado números exactos, Irlanda ha declarado que el éxito del juego llevó a la compañía a poder comenzar a trabajar en la traducción de su secuela, Summon Night 6, en 2016, y su lanzamiento está programado para el primer trimestre de 2017.

## Recepción
Los cuatro revisores de Famitsu otorgaron al juego una puntuación de 8 sobre 10, con una puntuación colectiva de "8/8/8/8 [32/40]". Destructoid elogió el juego por su "elegante estilo artístico de anime". Hardcore Gamer le dio al juego un 4 sobre 5 diciendo que Summon Night 5 es "una carta de amor para los fanáticos de una era algo pasada de los juegos de rol japoneses y logra cumplir en casi todos los frentes, ya sea historia, caracterización, jugabilidad o presentación". El juego debutó como el juego más vendido en Japón en su semana inicial de lanzamiento, vendiendo 105,511 copias.